# 映画スターベスト100
映画スターベスト100（AFI's 100 Years...100 Stars）は、「AFIアメリカ映画100年シリーズ」の一環として、アメリカ映画における50名のスター俳優を男性25名と女性25名に分けて選んだものである。このリストは、AFIによって1999年6月15日にシャーリー・テンプルが司会、50名の現役俳優がプレゼンターを務め、CBSの特別番組で公表された。
アメリカ映画協会は、「映画スター」を、1950年以前にデビューしたか1950年以降にデビューしたが死去している俳優、または、俳優のチームで、40分間の映画で大きな存在感を見せている者と定義した。
2023年1月時点で、50人のうち、ソフィア・ローレンのみが存命である。リストが公開された時点では、さらに男性4名（マーロン・ブランド、グレゴリー・ペック、カーク・ダグラス、シドニー・ポワチエ）と女性4名（キャサリン・ヘプバーン、エリザベス・テイラー、シャーリー・テンプル、ローレン・バコール）の8名が存命であった。男性25名のうち、21名がアメリカ合衆国、3名（ケーリー・グラント、チャールズ・チャップリン、ローレンス・オリヴィエ）がイギリス、1名（エドワード・G・ロビンソン）がルーマニア出身である。また女性25名のうち、16名がアメリカ合衆国、1名（オードリー・ヘプバーン）がベルギー、2名（イングリッド・バーグマン、グレタ・ガルボ）がスウェーデン、1名（エリザベス・テイラー）がイギリス、1名（マレーネ・ディートリヒ）がドイツ、1名（クローデット・コルベール）がフランス、1名（ヴィヴィアン・リー）がインド、1名（ソフィア・ローレン）がイタリア、1名（メアリー・ピックフォード）がカナダ出身である。

## 50名のリスト
| 順位 | 男優                      | 男優 | 女優                     | 女優 |
| ---- | ------------------------- | ---- | ------------------------ | ---- |
| 1    | ハンフリー・ボガート      |      | キャサリン・ヘプバーン   |      |
| 2    | ケーリー・グラント        |      | ベティ・デイヴィス       |      |
| 3    | ジェームズ・ステュアート  |      | オードリー・ヘプバーン   |      |
| 4    | マーロン・ブランド        |      | イングリッド・バーグマン |      |
| 5    | フレッド・アステア        |      | グレタ・ガルボ           |      |
| 6    | ヘンリー・フォンダ        |      | マリリン・モンロー       |      |
| 7    | クラーク・ゲーブル        |      | エリザベス・テイラー     |      |
| 8    | ジェームズ・キャグニー    |      | ジュディ・ガーランド     |      |
| 9    | スペンサー・トレイシー    |      | マレーネ・ディートリヒ   |      |
| 10   | チャーリー・チャップリン  |      | ジョーン・クロフォード   |      |
| 11   | ゲイリー・クーパー        |      | バーバラ・スタンウィック |      |
| 12   | グレゴリー・ペック        |      | クローデット・コルベール |      |
| 13   | ジョン・ウェイン          |      | グレース・ケリー         |      |
| 14   | ローレンス・オリヴィエ    |      | ジンジャー・ロジャース   |      |
| 15   | ジーン・ケリー            |      | メイ・ウエスト           |      |
| 16   | オーソン・ウェルズ        |      | ヴィヴィアン・リー       |      |
| 17   | カーク・ダグラス          |      | リリアン・ギッシュ       |      |
| 18   | ジェームズ・ディーン      |      | シャーリー・テンプル     |      |
| 19   | バート・ランカスター      |      | リタ・ヘイワース         |      |
| 20   | マルクス兄弟              |      | ローレン・バコール       |      |
| 21   | バスター・キートン        |      | ソフィア・ローレン       |      |
| 22   | シドニー・ポワチエ        |      | ジーン・ハーロウ         |      |
| 23   | ロバート・ミッチャム      |      | キャロル・ロンバード     |      |
| 24   | エドワード・G・ロビンソン |      | メアリー・ピックフォード |      |
| 25   | ウィリアム・ホールデン    |      | エヴァ・ガードナー       |      |